# بنزوات البنزيل
بنزوات البنزيل مركب عضوي له الصيغة C6H5CH2O2CC6H5، وهو إستر من الكحول البنزيلي وحمض البنزويك.

## الاستخدام الصيدلاني
يُستعمل كعامل ملدِّن ، كعامل مساعد على الانحلال ، مُحِل ، كما يُستخدم في العلاج .
يُعتبر بنزيل بنزوات عاملاً مساعداً على الانحلال بالإضافة إلى كونه محلاً غير ممزوج مع الماء في المستحضرات الحقنية بتراكيز تتراوح بين (0.01-6 %) حجم/حجم، كما أنه يُعتبر أيضاً محلاً وعاملاً ملوناً للسللوز والنتروسللوز . لكن الاستخدام الأكثر شيوعاً صيدلانياً هو كعامل علاجي في علاج الجرب .
بنزيل بنزوات يُستخدم كمبيد للطفيليات في الطب البيطري ، ومن التطبيقات الأخرى له استخدامه كمحل وعامل مثبت للروائح والنكهات في العطور والمستحضرات التجميلية والمستحضرات الغذائية .

## التأثير على صحة الجسم
يُستقلب البنزيل بنزوات بسرعة بالحلمهة لحمض البنزوئيك والكحول البنزيلي، ثم يُستقلب الكحول البنزيلي لحمض بول الخيل ويطرح في البول .
ويُستخدم بنزيل بنزوات بشكل واسع بتركيز 25% حجم/حجم بتطبيق موضعي لعلاج الجرب وكسواغ في المستحضرات الحقنية والمنتجات الفموية .
تشمل التأثيرات الجانبية له تخرّش الجلد وتفاعلات تحسسية وتناوله الفموي قد يسبب تنشيطاً ضاراً للجملة العصبية المركزية وقد يسبب اختلاجات .
			LD50 (cat,oral) = 2.24 g/kg
			LD50 (guinea pig,oral) = 0.1 g/kg
			LD50 (mouse,oral) = 1.4 g/kg
			LD50 (mouse,sc) = 64 mg/kg
			LD50 (rabbit,oral) = 1.68 g/kg
			LD50 (rabbit,skin) = 4.0 g/kg
			LD50 (rat,oral) = 240 mg/kg
			LD50 (rat,oral) = 0.5 g/kg
			LD50 (rat,skin) = 4.0 g/kg

## سلامة الاستعمال
من الممكن أن يكون بنزيل بنزوات ضاراً إذا أخذ عن طريق الفم كما أنه يُعد مُخرّشاً للجلد والعينين والأغشية المخاطية وتختلف الاحتياطات المتبعة أثناء التعامل مع المادة باختلاف الكمية وظروف التعامل معها .
ويُنصح بحماية الأعين واستخدام القفازات والقناع الواقي .
ويُنصح بالتعامل مع المادة تحت الساحبة ويُعد البنزيل بنزوات سهل الاشتقاق .

## التنافرات
يتنافر مع المؤكسدات والأسس (القلويات).